# ساجدة الريشاوي
ساجدة مبارك عطروس الريشاوي (1970 - 4 شباط/فبراير 2015) هي امرأة عراقية جندها زوجها للقيام بعملية انتحارية في فُندق راديسون كجُزء من ثلاثة تفجيرات متزامنة في عمان ، الأردن في 2005؛ إلا أن حِزامها الناسف لم ينفجر فهربت. وقالت سلطات الأمن الأردنية أنه وبعدما لم تفجر ساجدة الريشاوي حزامها الناسف، هربت إلى بيت زوج شقيقتها (محمد عربيات) في السلط قرب عمان، حيث ألقي القبض عليها هناك.
ظهرت ساجدة بعد القبض عليها على التلفزيون الأردني في 13 ديسمبر 2005 لتروي تفاصيل دخولها للأردن من العراق والتجهييز للعملية، وبدأت محاكمتها أمام محكمة أمن الدولة الأردنية في أبريل 2006.
وساجدة الريشاوي شقيقة ثامر مبارك عطروس الريشاوي أحد مساعدي أبو مصعب الزرقاوي والقيادي في تنظيم التوحيد والجهاد وأحد قادة معركة الفلوجة الأولى وهو ضابط بالجيش العراقي السابق وقد قُتل في معركة الفلوجة الثانية. وقد قتل أيضاً شقيقان آخران لساجدة الريشاوي هما عمار الريشاوي وياسر الريشاوي في الرمادي واعتقلت القوات الأمريكية أباها مبارك الريشاوي وتوفي في المعتقل وهي أيضا بنت عم عبد الستار أبو ريشة الرجل العشائري الشهير وقريبة سعدون جوبر الدليمي وزير الدفاع العراقي السابق.
صرحت أنها لم ترد قتل أحد[بحاجة لمصدر] وأن زوجها علي حسين علي الشمري (أحد أتباع أبو مصعب الزرقاوي) الذي فجّر نفسه في ذات الهجوم أجبرها على القيام بالعملية[بحاجة لمصدر]،
وكان محامي الدفاع أمام المحكمة الأردنية حسين المصري طلب بإسقاط التُهم عن موكلته بدعوى أنها ضُللت و«عدم رجاحة عقلها»، حكم القضاء الأردني عليها بالإعدام وتم تعليق أحكام الإعدام في الأردن في ذات العام وحتى أواخر 2014، بسبب كونها لم تسبب في قتل أحد وبسبب أن لديها 3 أطفال صغار السن يعيشون مع أقربائها[بحاجة لمصدر].
ظهرت ساجدة الريشاوي على التلفزيون الأردني وعلى بطنها حزام ناسف، وقد شكك المحللون أنه حزام مزيف فكيف لم يخشى الصحافة والحضور من تفجيرها الحزام.[ما هي؟]

[وفقًا لِمَن؟]، وقد ذكر أبو مصعب الزرقاوي لقب زوجها في تسجيل صوتي من مما أدى إلى اعتقالها بتهمة حيازة مواد مفرقعة دون ترخيص قانوني.
تم إعدامها فجر الأربعاء 4 شباط 2015 كرد فعل لقيام تنظيم داعش بقتل الطيار الأردني معاذ الكساسبة حرقاً بالنار.

## المحاكمة
إستغرقت محاكمة ساجدة الريشاوي نحو نصف ساعة فقط، وحُكم عليها بالإعدام وتم تجميد تنفيذ الحكم.[بحاجة لمصدر]
قال حسين المصري محامي الدفاع عن المتهمة أن ساجدة الريشاوي بريئة لم ترتكب أي جريمة ولم تقتل أحد وأنها لم تكن موجودة في فندق راديسون ولو كانت موجودة لكانت ميتة أو مصابة أو اعتقلتها قوات الأمن في الفندق، وقال إن أبو مصعب الزرقاوي ذكر لقب زوجها المفترض في تسجيل صوتي مما أدى اعتقالها. وأن الأمن الأردني أجبرها على الإدلاء باعترافات كاذبة مصورة وأظهرها مُرتدية حزام ناسف مُزيف أمام الحضور والصحافيين دون خوفهم من تفجيرها الحزام المزيف.[بحاجة لمصدر]
وقال إنها استدرجت ووعدت بالزواج وكانت ضحية مستغلة من قبل المجموعة الإرهابية، كون «ساجدة» سهلة الانقياد. وأكد المصري «أن القصد الجرمي لم يكن متوفراً عند المتهمة، وهو ركن أساسي في إثبات الجريمة، وهو أيضا شرط لازم لاستحقاق العقاب»، مشيرا إلى أنه وباستعراض البينات الخطية المقدمة في القضية تجد أن كافة البينات الخطية لا تتعلق بالمتهمة ساجدة الريشاوي.
واستعرض المصري الإفادة الدفاعية، التي قدمتها المتهمة ووصفها بإفادة جاءت بخلاف أقوالها المعطاة سابقا أمام نيابة أمن الدولة، وأنكرت أمام المحكمة أنه تم عقد قِرانها قبل حضورها إلى الأردن على علي الشمري.

## صفقة تبادل
حاول تنظيم الدولة الإسلامية عقد صفقة تبادل أسرى مع الحكومة الأردنية، تطلق بموجبها الحكومة الأردنية سراح ساجدة الريشاوي، وبخلاف ذلك سيقوم التنظيم بقتل الطيار الأردني الأسير معاذ الكساسبة والرهينة الصحفي الياباني كينجي غوتو والذين أسرهما التنظيم في سوريا. لم يظهر التنظيم أي دلائل على كون الطيار الأسير على قيد الحياة حسب طلب الحكومة الأردنية، وعليه لم يطلق سراح الريشاوي.
في 3 من شباط (فبراير) 2015، بث تنظيم الدولة مقطع فيديو يبيّن قتل الأسير الكساسبة حرقاً، بعد أن كان أعدم الرهينة الياباني قبل ذلك بأيام. وكرد فعل من الحكومة الأردنية، أعدمت ساجدة الريشاوي فجر يوم 4 شباط (فبراير) 2015.

## الإعدام
تم إعدامها فجر يوم 4 فبراير 2015 شنقاً حتى الموت في سجن سواقة.

## روابط خارجية
- ساجدة الريشاوي على موقع IMDb (الإنجليزية)